# Гръцка сага
Гръцка сага (Saga hellenica) е едър вид скакалец, балкански ендемит изчезнал от територията на България.

## Разпространение и местообитания
Видът е установен в разпространен в Албания, Македония, Гърция (без Източна Македония и Тракия), а в миналото и в Западна България. В България видът е намиран единствено на Люлин в дефилето на Владайска река над Княжево. В този район през 1938, 1939 и 1940 г. са уловени шест женски индивида, които са определени към този вид едва през 2003 г. По-късно видът не е откриван в това находище или на други места в България. Люлинската популация е най-северната регистрирана в ареала на вида като уловените индивиди там са били единични.
В миналото е обитавал нископланински сухи поляни, които често са за паша на добитъка в района. На планината Водно видът се открива по храсти и по-рядко в тревата в открити каменисти терени и разредени ксерофитни горички на надморска височина от 500 до 1000 m.

## Биологични особености
Ларвите се излюпват през март и началото на април. Линеят шест пъти като продължителността на всяка ларвна възраст е по 8 – 10 дни. Възрастното насекомо живее от края на май до август. Снася яйца в почвата като зимува като яйце. Яйчният стадий може да продължава до няколко години (хиперпауза).
Видът е тясно специализиран хищник с дебнещо поведение. Храни се с едри правокрили и богомолки.